# تأثير جول-طومسون

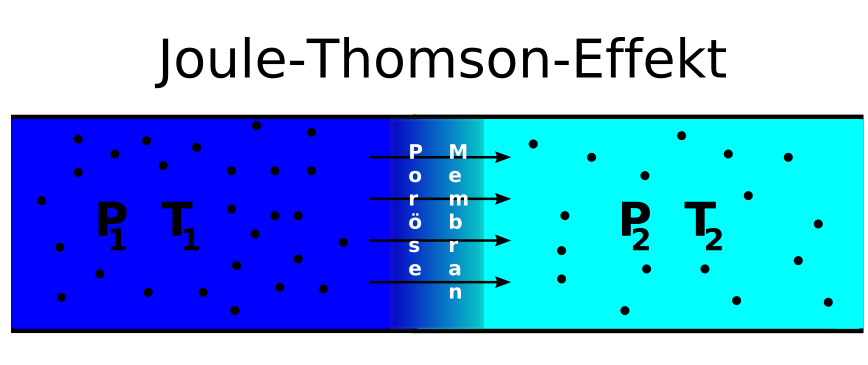
رسم يوضح تأثير جول-طومسون. هنا هبوط درجة حرارة الغاز عنما ينخفض ضغطه.

تأثير جول-طومسون  في الفيزياء والكيمياء (Joule-Thomson effect) هو تأثير تتسم به الغازات حيث تتغير درجة حرارة الغاز عند تحرره من ضغط عال مطبق عليه . وتؤدي تلك الخلخلة للغاز إما إلى ارتفاع حرارته أو هبوطها بحسب نوع الغاز ودرجة حرارته.
تستغل تلك الظاهرة في التبريد وتسييل الغازات.

## تفسير تأثير جول-طومسون

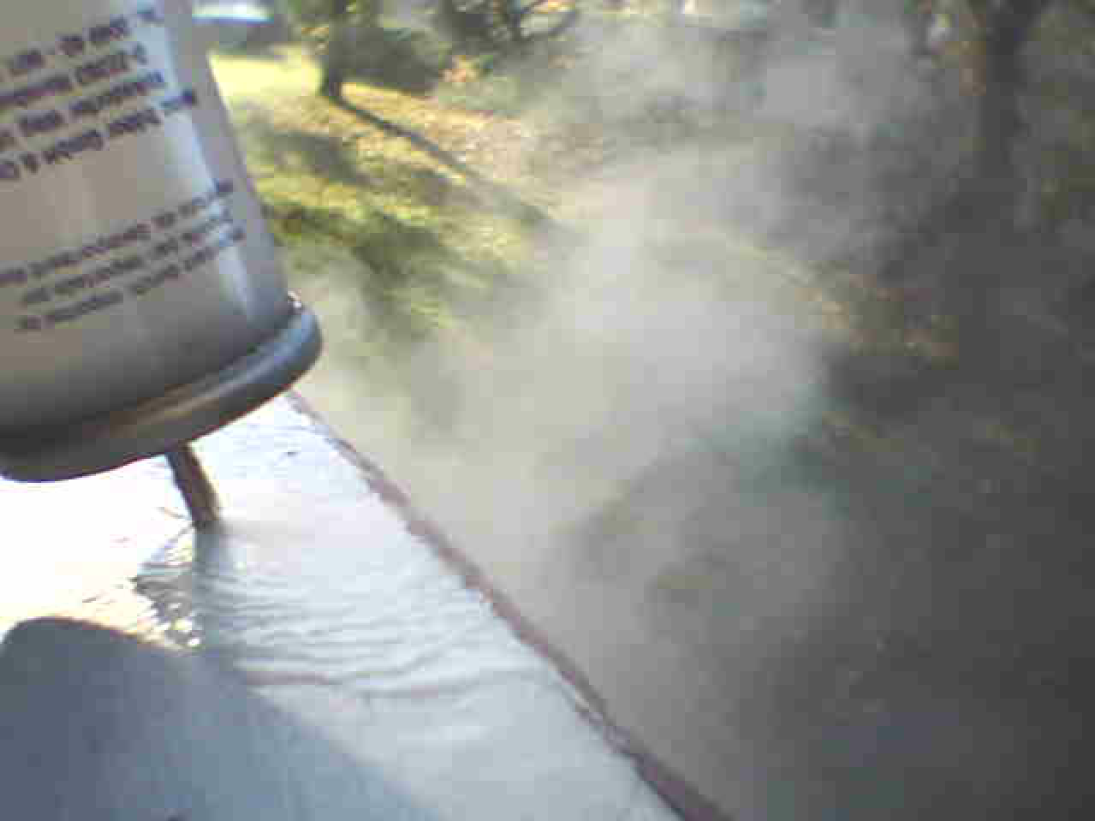
تأثير جول-طومسون. هنا تتكثف رطوبة الهواء بسبب انخفاض درجة حرارة غاز سائل عند خروجه إلى ضغط أقل.

يرجع هذا التأثير إلى التآثر بين جزيئات الغاز . فإذا كانت قوى جاذبة بين جزيئات الغاز، فلا بد من أن يعمل تباعد الجزيئات عن بعضها عند الخلخلة على مقاومة قوي التجاذب هذه، وتأتي الطاقة اللازمة لذلك من طاقة حركة الجزيئات وينتج عن ذلك انخفاض في درجة حرارة الغاز .
أما إذا كان هناك تنافر بين جزيئات الغاز، فيحتوي الغاز على حرارة كامنة عالية عند ضغطه . وعندما يُـرفع الضغط عنه عند الخلخلة ويتمدد تنطلق منه تلك الحرارة الكامنة . وتزيد طاقة حركة جزيئاته وتؤدي ذلك إلى ارتفاع درجة حرارته .
وتعتمد خاصية التجاذب بين جزيئات الغاز أو تنافرها من بعضها البعض على درجة حرارة الغاز . والطبيعي أنه توجد لكل غاز درجتي حرارة، يغير عندهما خواصه تلك . وتسمى تلك درجات الحرارة درجة حرارة التعاكس العليا وبالتالي درجة حرارة التعاعكس السفلى .
وبالنسبة للهواء فتبلغ درجة حرارة التعاكس العليا له +450 درجة مئوية . يؤدي تأثير جول-طومسون فوق تلك درجة الحرارة إلى تسخين الهواء . وإذا أردنا تبريد غاز الهيدروجين أو غاز الهيليوم ، فلا بد من تبريد تلك الغازات أولا تحت درجة حرارة التعاكس الخاصة لكل منهما، حيث تبلغ للهيدروجين -80 درجة مئوية وللهيليوم -239 درجة مئوية .

## اقرأ أيضا
- قانون الغازات المثالية
- عملية متساوية الحرارة
- عملية متساوية الإنتروبية
- تبريد
- ثلاجة
- تغير حالة
- غاز مثالي